# Rocheville
Rocheville is een gemeente in het Franse departement Manche (regio Normandië) en telt 559 inwoners (1999). De plaats maakt deel uit van het arrondissement Cherbourg-Octeville.

## Geografie
De oppervlakte van Rocheville bedraagt 10,1 km², de bevolkingsdichtheid is 55,3 inwoners per km².
De onderstaande kaart toont de ligging van Rocheville met de belangrijkste infrastructuur en aangrenzende gemeenten.

## Demografie
Onderstaande figuur toont het verloop van het inwonertal (bron: INSEE-tellingen).

1. ↑  Populations de référence 2022.